# Ilongote
Los Ilongotes son una tribu que habita la Sierra Madre y las montañas Caraballo, en la zona este de la isla de Luzón, en las Filipinas. Principalmente viven en las regiones de Nueva Vizcaya y Nueva Écija y en las montañas que hacen frontera entre las provincias de Quirino y Aurora. Actualmente, hay cerca de 2500 Ilongotes. Tienden a asentarse en lugares cercanos a los ríos ya que éstos les proveen de comida y transporte sencillo. 
Los Ilogotes son conocidos por el estudio de la antropóloga Michelle Rosaldo de 1980, en el que describió "diferencias de género en la tribu, en relación al valor cultural positivo que ponían en la aventura, el viaje, y el conocimiento del mundo exterior". Los hombres ilogotes, más a menudo que las mujeres, visitaban lugares lejanos, adquiriendo conocimiento de otros lugares y volviendo a la aldea a compartir sus hallazgos. Los hombres que volvían eran reconocidos por el pueblo, mientras que las mujeres en función de su menor conocimiento gozaban de menos prestigio. 
En base al estudio de Michelle Rosaldo y sus hallazgos en otras sociedades sin estado, los antropólogos deben distinguir entre sistemas de prestigio y poder real en las sociedades. Solamente porque el macho tenga un alto nivel de prestigio no quiere decir que tenga mucho poder económico o político comparado con otros de menos prestigio dentro de la misma sociedad. 
El esposo de Michelle Rosaldo, Renato Rosaldo continuó el estudio de su mujer sobre los Ilongotes, escribiendo el libro "Los Ilongotes cazacabezas, 1883-1974: Estudio sobre sociedad e historia".
- Datos: Q633388
- Multimedia: Ilongot / Q633388